# Giampaolo Mazza
Giampaolo Mazza (Génova, 26 de fevereiro de 1956) é um treinador de futebol italiano.

## Carreira
Como jogador, Mazza teve uma carreira obscura, tendo jogado apenas em clubes de San Marino e pequenos clubes de seu país: San Marino Calcio, Riccione, AC Cattolica, Forlimpopoli, Calcinelli, Serenissima, Murata, Tre Fiori e Cosmos. Atuou também pela Seleção Samarinesa entre 1984 e 1987. 1998 a 2013, Mazza comanda a Serenissima. Antes, comandou San Marino Calcio, Riccione, Argentana, AC Cattolica, Misano, Verucchio e Real Cesenatico.